# Aeroporto di Ålesund-Vigra
L'aeroporto di Ålesund-Vigra (IATA: AES, ICAO: ENAL) è uno scalo aeroportuale norvegese situato nell'isola di Vigra, nella municipalità di Giske, e che serve la città di Ålesund e il suo territorio municipale, nella contea di Møre og Romsdal. Venne realizzato in sostituzione dell'idroscalo, poi eliporto, di Ålesund-Sørneset, demolito nel 1979.
La struttura, che sorge a un'altezza di 21 m s.l.m., ha una sola pista con superficie in conglomerato bituminoso, lunga 2 314 m (7 592 ft) con orientamento 07/25.
L'aeroporto, di proprietà dell'Avinor, oltre a gestire traffico internazionale, opera con diverse compagnie aeree voli di linea per le principali destinazioni nazionali.
Per un breve periodo, dal 1995 al 1998, condivise le strutture con un reparto della Kongelige Norske Luftforsvaret, l'aeronautica militare norvegese, che qui operava missioni di ricerca e soccorso con elicotteri Westland Sea King.